# Спорт и бизнис (часопис)
Спорт и бизнис je научни часопис у коме се публикују научни радови аутора који се баве теоријом и праксом науке о спорту, индустрије спорта и бизниса.

## О часопису
Факултет за спорт Универзитета Унион- Никола Тесла издавач је часописа Спорт и бизнис. Први број овог научног часописа објављен је 2014. године и од тада је значајан извор научних и стручних информација.

### Периодичност излажења
Од свог оснивања часопис се публикује једном годишње и садржи радове на српском и енглеском језику.

## Уређивање
Главни и одговорни уредник часописа је проф. др Иванка Гајић. Заменик главног и одговорног уредника је доц. др Драган Атанасов. 
Чланови уређивачког одбора су еминентни стручњаци из различитих области науке о спорту, економских и друштвених наука. Њега чине:
- Prof. Dimitar Mihailov, PhD, National Sports Academy „Vassil Levski“, Sofia, Bulgaria,
- Проф. др Мирољуб Благојевић, Криминалистичко – полицијска академија, Београд,
- Проф. др Миливој Допсај, Факултет спорта и физичког васпитања, Универзитет у Београду, Београд,
- Проф. др Драгослав Јаконић, Факултет спорта и физичког васпитања, Универзитет у Новом Саду, Нови Сад,
- Проф. др Дејан Мадић, Факултет спорта и физичког васпитања, Универзитет у Новом Саду, Нови Сад,
- Проф. др Мира Милић, Факултет спорта и физичког васпитања, Универзитет у Новом Саду, Нови Сад,
- Проф. др Зоран Милошевић, Факултет спорта и физичког васпитања, Универзитет у Новом Саду, Нови Сад,
- Проф. др Милан Нешић, Факултет за спорт и туризам, Универзитет „Едуконс“, Сремска Каменица,
- Доц. др Марјан Маринковић, Војна академија, Универзитет Одбране/Факултет за спорт, Универзитет „Унион – Никола Тесла“, Београд,
- Доц. др Урош Митровић, Факултет за спорт, Универзитет „Унион – Никола Тесла“, Београд,
- Доц. др Велибор Срдић, Факултет спортских наука, Универзитет „Апеирон“, Бања Лука,
- Доц. др Ивана Парчина, Факултет за спорт, Универзитет „Унион – Никола Тесла“, Београд.

Издавачки савет чине професори, научни радници и сарадници из земље и иностранства:
- Prof. Tatiana Iancheva, PhD, National Sports Academy „Vassil Levski“ Sofia, Bulgaria,
- Ass. Prof. Perparim Ferunaj, PhD, Faculty of Physical Activity and Recreation, Sports University of Tirana, Tirana, Albania,
- Ass. Prof. Jean Firica, PhD, Faculty of Physical Education and Sports, University Craiova, Romania Prof. Sasho Popovski, PhD, Macedonian Olympic Committee, Skopje, Macedonia,
- Prof. Kyle Pierce, PhD, College of Business, Education and Human Development, Louisiana State University Shreveport, Shreveport, Louisiana, USA,
- Ass. Prof. Patraporn Sitilertpisan, PhD, Faculty of Associated Medical Sciences, University Chiang Mai, Thailand,
- Ass. Prof. Hasan Akkus, PhD, Faculty of Sport Sciences, University of Selcuk, Konya, Turkey,
- Проф. др Милан Михајловић, Факултет за спорт, Универзитет „Унион – Никола Тесла“, Београд,
- Проф. др Миливоје Радовић, Економски факултет, Универзитет Црне Горе, Подгорица,
- Prof. dr Izet Rađo, Fakultet sporta i fizičkog vaspitanja, Univerzitet u Sarajevu, Sarajevo.

## Теме
Часопис се бави различитим научним аспектима неколико изузетно важних друштвених области попут професионалног и аматерског спорта, пословања у спорту, тренажне технологије, природне средине и здравља.
У часопису се публикују оригинални научни радови, прегледни и стручни радови. Објављују се и пленарна предавања и индивидуални ауторски радови који су представљени на нашим научним конференцијама, а који нису публиковани у зборницима радова.